# Bizarre Inc.
Bizarre Inc. est un groupe de musique britannique constitué des DJ Andrew Meecham, Dean Meredith, Mark Archer et Carl Turner et formé à Stafford.

## Discographie

### Albums
- 1989 : Technological
- 1992 : Energique
- 1996 : Surprise (album)

### Singles
- 1989 : It's Time To Get Funky
- 1991 : Playing With Knives
- 1991 : Such A Feeling
- 1992 : I'm Gonna Get You
- 1992 : Love In Motion
- 1992 : Took My Love
- 1993 : Agroovin'
- 1996 : (Get Up) Sunshine Street
- 1996 : Keep The Music Strong